# Монвуазен, Раймон
Раймон Монвуазен (фр. Raymond Quinsac Monvoisin; 31 марта 1790, 3 августа 1794 или 31 мая 1794, Бордо — 26 марта 1870, Булонь-сюр-Мер) — французский и чилийский художник.

## Биография
Родился в 1794 году в Бордо. Недолгое время служил в армии, после чего занялся изучением живописи в Париже под руководством Пьера-Нарсиса Герена. В 1819 дебютировал на Парижском салоне, где его работы в дальнейшем пользовались значительным успехом. В 1820 году Раймон Монвуазен за картину на заданную тему — «Ахилл, награждающий Нестора на погребальных играх в честь Патрокла» — получил Римскую премию второй степени. Он уступил Амаблю Полю Кутану, получившему премию первой степени, но опередил других конкурсантов, в том числе Жозефа-Дезире Кура, Шарля Ларивьера и Жана-Жозефа Дасси. По условиям премии Монвуазен получил возможность бесплатно посетить Италию, где некоторое время жил в Риме на вилле Медичи.
По возвращении во Францию Монвуазен около двадцати лет оставался заметной фигурой в парижской культурной жизни. Среди его учеников этого периода можно назвать Шарля Мишеля Жоффруа.
В 1848 году Монвуазен переехал в Чили, где оказал значительное влияние на становление национальной живописной школы. В Чили Монвуазен работал над созданием портретов и исторических картин, достиг крупного коммерческого успеха, приобрёл асиенду и инвестировал деньги в промышленность.
Тем не менее, проведя в Чили десять лет, Монвуазен в 1858 возвратился во Францию, где его творчество было уже в значительной мере забыто, но куда к нему продолжили приезжать для обучения художники-чилийцы. Во Франции Монвуазен имел репутацию эксцентрика и спирита, однако в Чили его популярность оставалась очень высокой. Многие факты биографии Монвуазена, в основном, известны с его же слов.
Скончался Монвуазен в 1870 году в Булонь-Бийанкуре, пригороде Парижа.

## Галерея
- Педру II (император Бразилии)
- Маршал Франции Пьер де Роган-Жье
- Маршал Франции Жан Потон де Сентрай
- Али-паша Тепеленский и Кира Вассилики
- Али-паша Тепеленский и Кира Вассилики. Вторая версия
- Портрет французского генерала Дампьера
- 9 термидора
- Телемак и Евхарида (на сюжет из романа «Приключения Телемака»)
- Чилийский художник Хосе Рамирес
- Чилийская красавица-креолка в плену у вождя мапуче
- Пленение Кауполикана (1854)